# Fuad Hussein
Fuad Mohammed Hussein (en kurd: Fûad Husên; فووئاد حوسێن) és un polític kurd iraquià del Partit Democràtic del Kurdistan que és l'actual ministre d'Afers Exteriors de l'Iraq. Anteriorment, va ser ministre de Finances del govern iraquià d'Adil Abdul-Mahdi.

## Biografia
Hussein va néixer en Khanikin, ciutat de la província de Diyala, en 1946. És kurd, musulmà xiïta i està casat amb una cristiana neerlandesa. Es va traslladar a Bagdad en 1967 i es va llicenciar en la Universitat de Bagdad en 1971. Durant la seva estada a Bagdad es va afiliar a la Unió d'Estudiants del Kurdistan i després al Partit Democràtic del Kurdistan. En 1975, després de la derrota kurda en la segona guerra iraquiano-kurda, Hussein es va traslladar als Països Baixos, on va estudiar un doctorat en relacions internacionals. Va dirigir el sindicat d'estudiants kurds a l'estranger des de 1976 i en 1987 es va convertir en subdirector de l'Institut Kurd de París. Durant la seva estada a Holanda es va casar amb una cristiana protestant holandesa, descendent de la família italiana Montessori.
Parla amb fluïdesa kurd, àrab, neerlandès i anglès. Després de la destitució de Saddam Hussein, va ser assessor del Ministeri d'Educació i es va encarregar de dissenyar un nou pla d'estudis.

### Política governamental

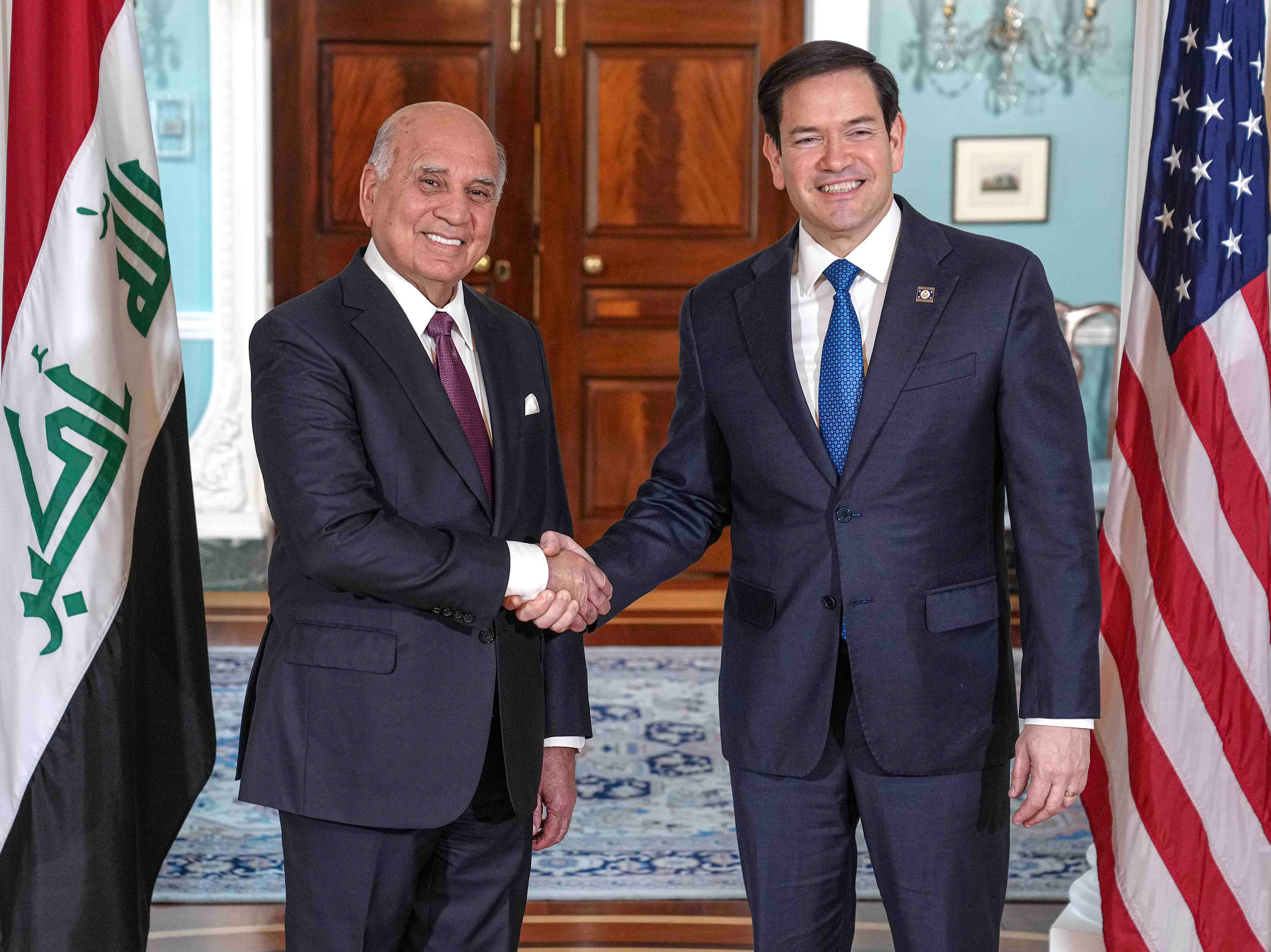
Hussein es reuneix amb el secretari d'Estat dels EUA en el Departament d'Estat dels EUA a Washington DC de 2025.

Va ser nomenat cap de gabinet de Masoud Barzani, president del Govern Regional del Kurdistan. El setembre de 2018, el Partit Democràtic del Kurdistan (PDK) li va proposar com a candidat a la presidència de l'Iraq. Segons la tradició política iraquiana de muḥāṣaṣah, la presidència estava reservada a un kurd. En les eleccions generals de maig, el PDK va reivindicar el dret, com a major partit polític kurd, a designar al seu candidat. La Unió Patriòtica del Kurdistan també va designar un candidat, Barham Salih, i els dos partits van ser incapaços d'arribar a un consens. Per això, la decisió es va sotmetre a una votació secreta dels diputats recentment triats en el Consell de Representants, la primera des de la invasió de l'Iraq. Salih va guanyar les eleccions amb 219 vots a favor i 22 en contra.
Menys d'un mes després, Hussein va ser proposat com a candidat del PDK per al Ministeri de Finances. El primer ministre Adil Abdul-Mahdí el va proposar i així ho va aprovar el Parlament el 24 d'octubre de 2018.
L'agost de 2020, durant una conferència de premsa conjunta amb el secretari d'Estat dels Estats Units, Mike Pompeo, a Washington DC, Hussein va dir que el seu país havia signat un acord amb la petroliera estatunidenca Chevron Corporation com a memoràndum d'entesa amb l'Iraq per a executar els treballs d'exploració en el jaciment petrolífer de Nasiriyah, en el sud de l'Iraq, un dels grans jaciments petrolífers del país, que s'estima que alberga uns 4.400 milions de barrils de cru.